# جيم دونكان (لاعب كرة قاعدة)
جيم دونكان (بالإنجليزية: Jim Duncan)‏ هو لاعب كرة قاعدة أمريكي، ولد في 1 يوليو 1871 في Saltsburg, Pennsylvania ‏ في الولايات المتحدة، وتوفي في 16 أكتوبر 1901 في فوكسبورغ في الولايات المتحدة بسبب غرق.

## وصلات خارجية
- جيم دونكان على موقعبيزبول رفرنس.كوم (الدوري الرئيسي) (الإنجليزية)
- جيم دونكان على موقعبيزبول رفرنس.كوم (الدوري الثانوي) (الإنجليزية)